# 二苯基氰化胂
二苯基氰化胂也称Clark 2，是一种有机砷化合物，化学式为C13H10AsN，它在1918年由Sturniolo和Bellinzoni发现，之后迅速在第一次世界大战中用作化学武器。

## 制备与反应
它可以苯肼和砷酸为原料，经氧化二苯基胂氰化反应制得。它也可由二苯基氯化胂和乙醇钠反应后氰化得到：
(C6H5)2AsCl + NaOC2H5 → (C6H5)2AsOC2H5 + NaCl
(C6H5)2AsOC2H5 + HCN → (C6H5)2AsCN + C2H5OH
它在潮湿空气中可以放出氰化氢。它可以被过氧化氢等氧化剂氧化为(C6H5)2AsO2H。